# Werelderfgoed in Georgië
Tot het UNESCO werelderfgoed in Georgië behoren vier werelderfgoederen. De eerste werd in 1994 ingeschreven.

## Werelderfgoederen

### Actuele Werelderfgoederen
Deze lijst toont de werelderfgoederen in Georgië in chronologische volgorde (C – Cultuurerfgoed; N – Natuurerfgoed).
| Naam                                   | Jaar | Soort | Beschrijving | Afbeelding |
| -------------------------------------- | ---- | ----- | ------------ | ---------- |
| Historische monumenten van Mtscheta    | 1994 | C     |              |            |
| Gelatiklooster                         | 1994 | C     |              |            |
| Opper-Svanetië                         | 1996 | C     |              |            |
| Regenwouden en draslanden van Kolcheti | 2021 | N     |              |            |

#### Voormalige Werelderfgoederen
| Naam                                | Jaar        | Soort | Beschrijving                                                                                   | Afbeelding |
| ----------------------------------- | ----------- | ----- | ---------------------------------------------------------------------------------------------- | ---------- |
| Bagratikathedraal en Gelatiklooster | 1994 - 2017 | C     | Bagratikathedraal van lijst geschrapt. Gekoppelde opname gewijzigd naar alleen Gelatiklooster. |            |

### Als Werelderfgoed genomineerde objecten
Op de voorlopige lijst van de UNESCO worden objecten ingeschreven die naar het inzicht van de betreffende regering potentieel voor de erkenning als werelderfgoed in aanmerking komen. Dit zegt niets over een eventuele daadwerkelijke succesvolle inschrijving op de lijst. Tegenwoordig (2021) zijn op de voorlopige lijst veertien objecten uit Georgië ingeschreven.
| Naam                                                 | Jaar | Soort | Beschrijving | Afbeelding |
| ---------------------------------------------------- | ---- | ----- | ------------ | ---------- |
| Alaverdiklooster                                     | 2007 | C     |              |            |
| Ananoeri                                             | 2007 | C     |              |            |
| Kloosters van David Garedzja                         | 2007 | C     |              |            |
| Vindplaatsen van de Dmanisi-mensen                   | 2007 | C     |              |            |
| Kerk van de Aartsengelen en de Koningstoren in Gremi | 2007 | C     |              |            |
| Kerk van Kvetera                                     | 2007 | C     |              |            |
| Toesjeti                                             | 2007 | C     |              |            |
| Nikortsminda-kathedraal                              | 2007 | C     |              |            |
| Samtavisi-kathedraal                                 | 2007 | C     |              |            |
| Sjatili                                              | 2007 | C     |              |            |
| Historisch stadscentrum van Tbilisi                  | 2007 | C     |              |            |
| Grotstad Oeplistsiche                                | 2007 | C     |              |            |
| Vani                                                 | 2007 | C     |              |            |
| Vardzia - Chertvisi                                  | 2007 | C     |              |            |